# Salvador Artigues
Salvador Artigues (Mallorca, ? - 30 de març de 1752) va ser un catedràtic de filosofia i lul·lista.
Catedràtic de filosofia a la Universitat Lul·liana, va ser mestre d'Antoni Ramon Pascual. L'any 1725 era diaca i doctor en filosofia i en teologia. El 1726 ja era sacerdot. Fou rector d'Artà i va ser elegit canonge penitencier el 12 d'abril de 1743. Va morir el 30 de març de 1752. Com a lul·lista és considerat un representant de la tendència universitària conservadora.

## Obres
- Logica brevis iuxta mentem Beati Raimundi Lulli (1725)
- Logica magna iuxta mentem Beati Raimundi Lulli (1726)
- Philosophiae naturalis tractatus iuxta menten Beati Raimundi Lulli (1726)